# Техническое писательство
Техническое писательство (англ. technical writing, Техра́йтинг, англ. techwriting) — составление и редактура технических документов, описаний товаров или услуг. Главной задачей технического писательства является техническое описание товаров, в том числе программного обеспечения, медицинских препаратов, бытовой химии и техники, то есть всего того, что необходимо знать потребителю для эксплуатации. Техническое писательство включает в себя написание технической документации, включающей широкий спектр документов. Написанные таким образом тексты найдут применение в руководствах пользователя, приложениях к основному техническому документу.
Общество технических коммуникаций определяет техническую коммуникацию как любую форму коммуникации, обладающую одной или несколькими из следующих характеристик:
1. коммуникация на технические или специализированные темы, такие как компьютерные приложения, медицинские процедуры или экологические нормы;
2. коммуникация с использованием технологий, таких как веб-страницы, файлы справки или сайты социальных сетей; или
3. предоставление инструкций о том, как что-либо сделать, независимо от технических характеристик задачи[2].

## Обзор
Техническое писательство осуществляет технический писатель (или технический автор, используется также термин «техрайтер») и представляет собой процесс написания и обмена технической информацией в профессиональной среде:4. Основная задача технического писателя — передать техническую информацию другому лицу или организации наиболее ясным и эффективным способом:4. Информация, которую обрабатывают технические писатели, часто характеризуется высокой сложностью, поэтому они должны обладать высокой квалификацией в сфере письменной речи. Технические писатели также должны хорошо владеть специализированным программным обеспечением. Технические писатели используют широкий набор компьютерных программ для создания и редактирования иллюстраций, построения диаграмм для создания наглядных пособий и текстовых процессоров для проектирования, создания и форматирования текстовых документов. Разнообразие программ, используемых техрайтерами, огромно, но основными остаются: MS Word, Adobe FrameMaker, WinHelp. Главное в работе технического писателя — грамотно и понятно объяснить пользователю, как работает описываемый им продукт.
Хотя понятие «техническая документация» обычно ассоциируется с интерактивными справками и руководствами пользователя, термин «техническая документация» охватывает гораздо более широкий спектр документов и жанров, включая пресс-релизы, памятки, отчеты, деловые предложения, таблицы данных, описания и спецификации продуктов, официальные документы, резюме и заявления о приеме на работу. Некоторые типы технической документации не разрабатываются техническими писателями. Например, пресс-релиз обычно составляется специалистом по связям с общественностью, хотя технический писатель может, со своей стороны, вносить в пресс-релиз различную техническую информацию.
Техническими писателями могут работать как фрилансеры, так и сотрудники компаний-производителей или разработчиков программного обеспечения.

## Отрасли, в которых требуется техническое писательство
- Фармацевтика
- Пищевая промышленность
- Автомобильная техника
- Услуги мобильной связи
- Бытовая техника
- Мобильная техника и компьютеры
- Производство комплектующих деталей
- Разработка программного обеспечения и компьютерных игр

В последнем техрайтер может добиться большого успеха и стать сценаристом, что в дальнейшем откроет многие другие перспективные области для работы.